# Klub Inteligencji Katolickiej
Pour les articles homonymes, voir KIK.
Le Klub Inteligencji Katolickiej (KIK), en français Club de l'Intelligentsia Catholique, est une association polonaise qui regroupe des laïcs catholiques.

## Historique
Les premiers clubs (à Varsovie, Cracovie, Poznań, Wrocław et Toruń) ont été créés après le dégel d'octobre 1956. 
Dans les années 1957-1976 des représentants de ces clubs ont constitué à la diète un groupe autonome s'opposant aux organisations officielles de croyants (Znak (pl)). 
Après 1976, de nombreux membres du KIK étaient proches de l'opposition démocratique, en collaboration avec le Comité de défense des ouvriers (KOR) et les fondateurs du syndicat Solidarność. 
En 1989, le KIK a joué un rôle d'intermédiaire entre le gouvernement et l'opposition, contribuant à la « table ronde ». 
Après 1989, de nombreux membres du KIK (notamment Tadeusz Mazowiecki à la tête du gouvernement) ont joué un rôle actif dans les changements politiques en Pologne.